# Bjørn Kristensen (fodboldspiller, født 1993)
Bjørn Kristensen (født 5. april 1993), (kendt som Bjorn Kristensen) er en maltesisk-dansk fodboldspiller, der spiller for den maltesiske fodboldklub Hibernians, som midtbanespiller.

## Karriere
Han spillede ungdomsfodbold i Danmark på Hesselgods Fodboldskole og Silkeborg IF. Efter sin tilbagevenden til Malta, begyndte han at spille med Hibernians i løbet af 2010-11-sæsonen. I februar 2012 var han til prøvetræning med den engelske klub Everton.
Han fik sin A-landsholdsdebut til Malta den 29. februar 2012. Han tidligere har spillet for Malta U/21

## Privat
Kristensen har en dansk far og maltesisk mor og taler både maltesisk og dansk.